# Private Izzy Murphy
Pour plus de détails, voir Fiche technique et Distribution.

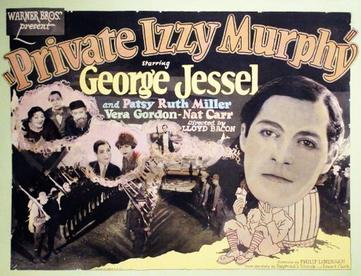
affiche du film

Private Izzy Murphy est un film américain réalisé par Lloyd Bacon et sorti en 1926.
Private Izzy Murphy est un film muet utilisant le procédé Vitaphone. Il est peu probable qu'une copie du film existe. Le film a une suite Sailor Izzy Murphy (en) sorti en 1927.

## Synopsis
Isadore "Izzy" Goldberg (George Jessel), un juif, change son nom en I. Patrick Murphy parce que son magasin est dans un quartier irlandais à New York. Il rencontre Eileen Hannigan (Patsy Ruth Miller) à qui il prétend être irlandais. Une romance commence entre eux. Quand l'Amérique entre dans la Première Guerre mondiale, Izzy est enrôlé et envoyé en France, où il est blessé à la suite d'un sauvetage héroïque au cours d'une grande bataille. Pendant sa convalescence à l'hôpital, il écrit à Eileen et lui avoue qu'il est juif et non irlandais. De retour au pays, il défile avec son régiment et aperçoit Eileen avec Robert O'Malley (Douglas Gerrard), son vieux rival. Il pense alors qu'Eileen l'a rejeté parce qu'il est juif. Un groupe d'irlandais vient faire honneur à l'homme qu'ils pensent être Patrick Murphy, un héros irlandais. Mais O'Malley leur dit son vrai nom est Goldberg. Eileen lui dit qu'elle l'aime, et ils se dirigent vers l'hôtel de ville pour se marier.

## Fiche technique
- Titre original : Private Izzy Murphy
- Réalisation : Lloyd Bacon
- Scénario : Raymond L. Schrock, Edward Clark
- Photographie : Virgil Miller
- Société de production : Warner Bros.
- Société de distribution : Warner Bros.
- Pays de production :  États-Unis
- Langue originale : anglais
- Format : noir et blanc —  35 mm — 1.33:1 — muet — Vitaphone
- Genre : Comédie dramatique
- Durée : 80 minutes
- Dates de sortie :
  - États-Unis : 30 octobre 1926

## Distribution
- George Jessel : Isadore 'Izzy' Goldberg / I. Patrick Murphy
- Patsy Ruth Miller : Eileen Cohannigan
- Vera Gordon : Sara Goldberg
- Nat Carr : The Shadchen, Moe Ginsberg
- William H. Strauss : Jacob Goldberg
- Spec O'Donnell : The Monohan Kid
- Gustav von Seyffertitz : Cohannigan
- Douglas Gerrard : Robert O'Malley
- Tom Murray : l'avocat
- Rusty Tolbert